# Euthalia vasanta
Euthalia vasanta är en fjärilsart som beskrevs av Moore 1859. Euthalia vasanta ingår i släktet Euthalia och familjen praktfjärilar. Inga underarter finns listade i Catalogue of Life.